# Adrian Michałowski
Adrian Michałowski herbu Jasieńczyk – komornik sądu ziemskiego zatorskiego poświadczony w latach 1627–1636.
Był uczestnikiem popisu pospolitego ruszenia księstwa oświęcimskiego i zatorskiego pod Lwowem w październiku 1621 roku. Uczestniczył w sejmiku zatorskim w latach 1641–1648.
Właściciel części wsi Frydrychowice w powiecie śląskim. 